# Cotesia acutula
Cotesia acutula är en stekelart som först beskrevs av Vladimir Ivanovich Tobias 1973.  Cotesia acutula ingår i släktet Cotesia och familjen bracksteklar. Inga underarter finns listade i Catalogue of Life.